# Sarah Goodridgeová
Sarah Goodridgeová, anglicky Sarah Goodridge, také Sarah Goodrich (5. února 1788, Templeton, Massachusetts, USA - 28. prosince, 1853, Boston) byla severoamerická malířka miniatur v období neoklasicismu.

## Život

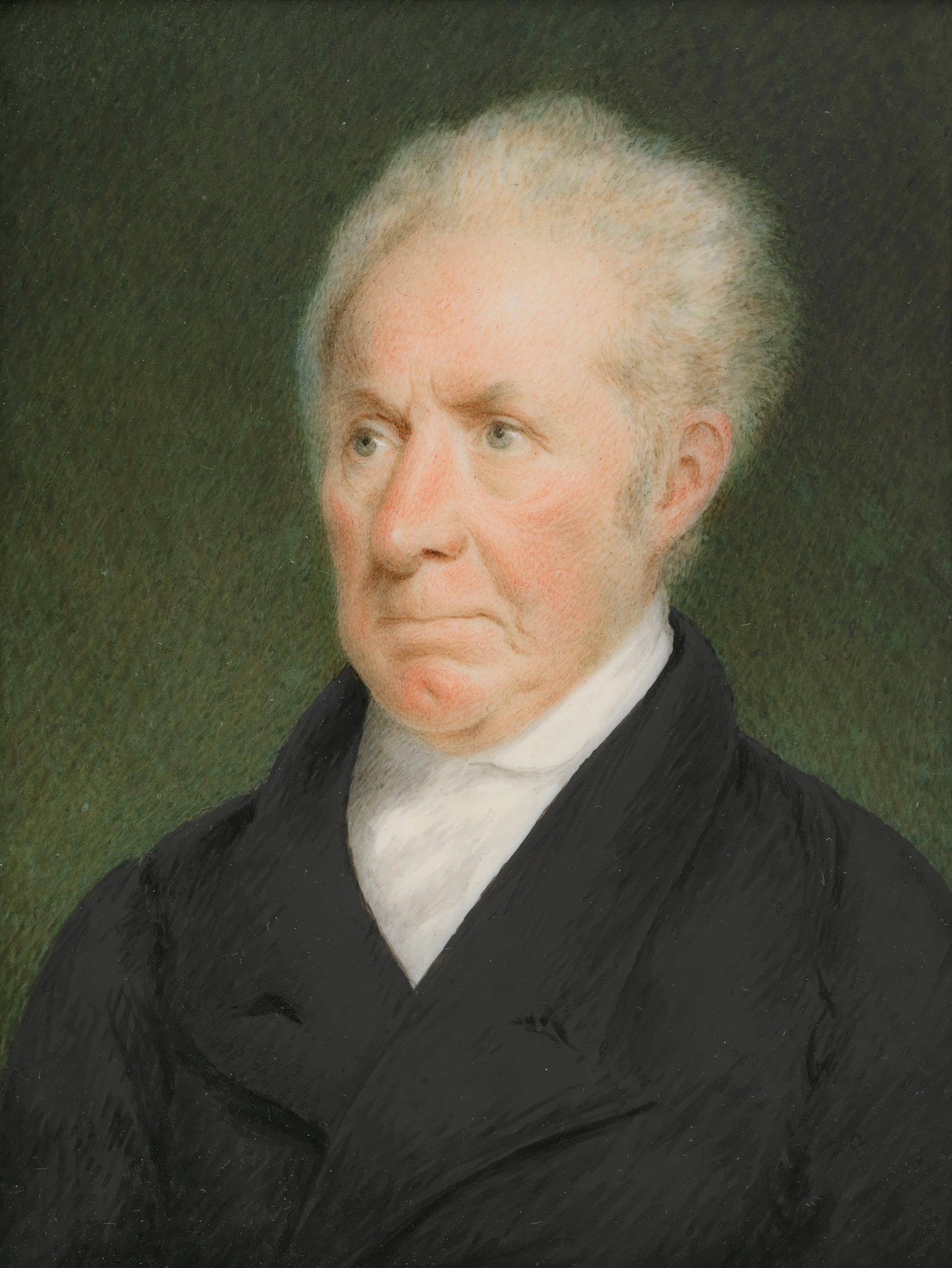
Malíř Gilbert Stuart (1823)

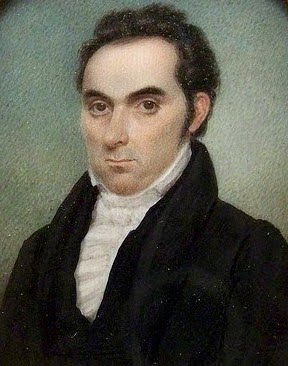
Daniel Webster (1825)

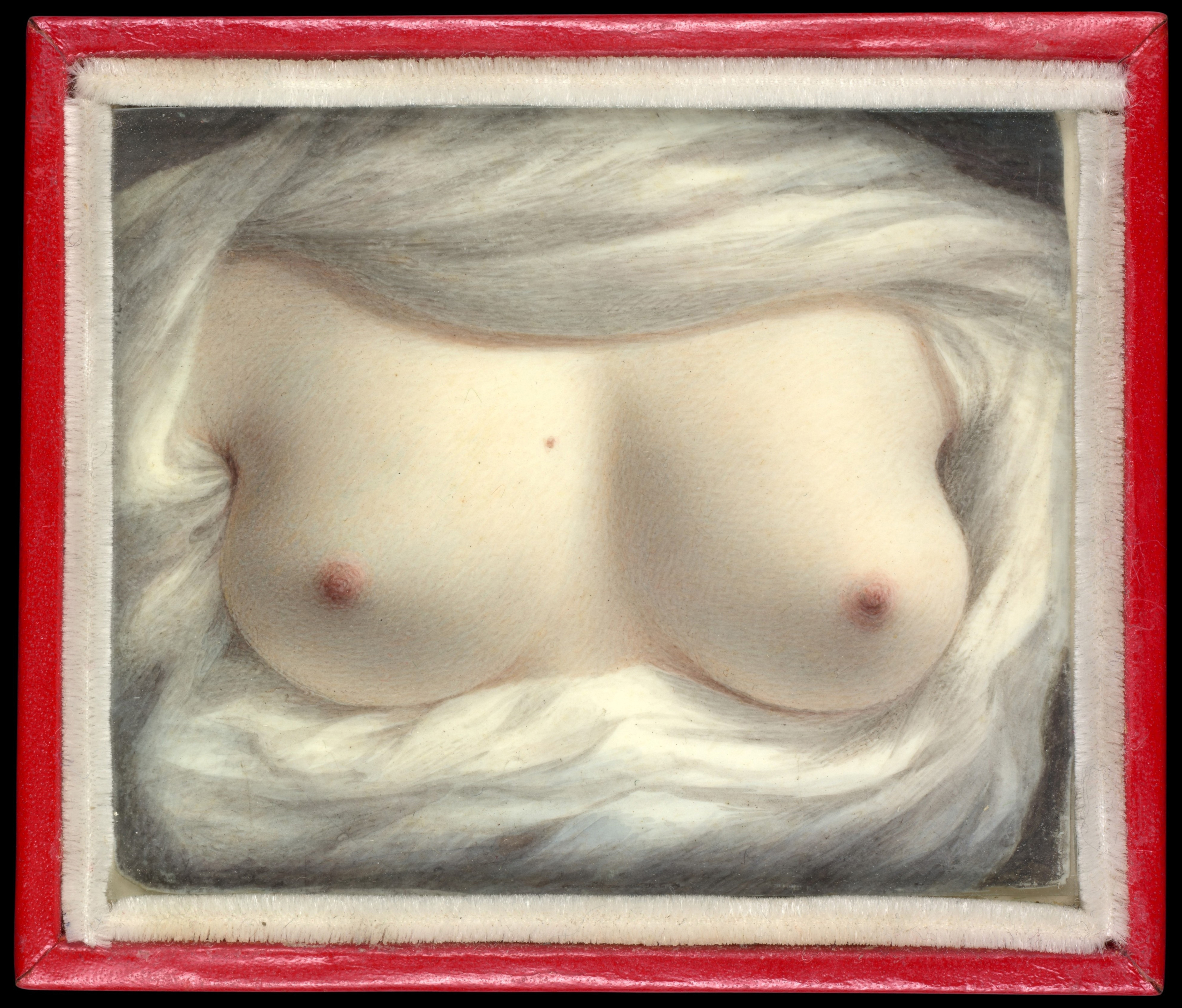
Odhalená krása (Autoportrét), (1828), Metropolitní muzeum umění, New York

Narodila se jako šesté dítě farmáře Ebenezera Goodridge a jeho manželky Beulah Childsové, v rodině s britskými a nizozemskými rodovými kořeny. Ráda kreslila od dětství, začala jako malířka květin a samouk. Později se starším bratrem Williamem Marcelem Goodrichem (1777–1835) navštěvovala několik měsíců internátní školu v Miltonu. Absolvovala také několik dalších lekcí kreslení v Bostonu, když doprovázela svého bratra. V roce 1820 se odstěhovala se sestrou Elisabeth (1798–1882) do Bostonu a obě začaly malovat miniaturní portréty, také pod vedením malíře Gabriela Stuarta. Naučil je techniku tečkované miniaturní malby kvašem a akvarelem na slonovinovou destičku. Z výdělku sestry dobře uživily nejen sebe, ale i celou rodinu. Obě zůstaly svobodné a patřily ke vzorům amerických emancipovaných žen.
V roce 1851 Sarah selhal zrak, skončila s malováním a usadila se v Readingu ve státě Massachusetts. Méně nadaná Sestra Elisabeth pokračovala v miniaturní malbě slavné rodinné firmy, bratr William výtvarnou kariéru opustil, stavěl v Bostonu varhany a zemřel roku 1835.

## Dílo
Proslavila se portrétováním dětí i slavných osobností z Bostonu a z Washingtonu, jako byl její učitel malíř Gabriel Stuart, a především politik Daniel Webster, senátor, právník a trojnásobný prezidentský kandidát. Poslala mu šokující malovanou miniaturu svých vlastních ňader.
Její život a dílo se staly inspirací pro román Jane Kamenské a Jill Leporeové.